# Joseph Treffert
Joseph Treffert (* 20. Mai 1883 in Bensheim; † 8. Februar 1963 in München) war ein deutscher Gewerkschafter und Kommunalpolitiker.

## Leben und Werk zur Zeit der Monarchie
Joseph Treffert wurde am 20. Mai 1883 als jüngstes von zehn Kindern eines Fleischermeisters in Bensheim an der Bergstraße geboren. Seine Herkunftsfamilie war tief im katholischen Milieu verankert. Sein Vater starb, als er drei Jahre alt war.
Nach Absolvierung der Volksschule erlernte Treffert in seiner Heimatstadt das Buchdruckerhandwerk und ging anschließend mit anderen Mitgliedern katholischer Gesellenvereine auf Wanderschaft. 1901 trat er als Gehilfe bei der Firma Fredebeul & Koenen in Essen dem Verband der Deutschen Buchdrucker bei. Weitere Stationen seiner Wanderschaft (per Rad) waren Bremerhaven, Berlin, Dresden, Prag, München, Ulm, Stuttgart, Heidelberg.
Als aktives Mitglied des Kolpingwerkes absolvierte Treffert von August bis Oktober 1905 einen Kursus bei der Zentralstelle des Volksvereins für das katholische Deutschland in Mönchengladbach. Während seiner zweiten Anstellung in Essen von Oktober 1905 bis Mai 1906 geriet Treffert wegen seiner Kritik an religionsfeindlichen Äußerungen in einer Buchbinder-Versammlung in Konflikte zu seiner Gewerkschaft, die im Dezember 1905 zum Ausschluss aus dem freigewerkschaftlichen Verband der deutschen Buchdrucker führte.
Um 1906 Mitglied der christlichen Buchdruckergewerkschaft Gutenberg-Bund und der Deutschen Zentrumspartei. Während seines Aufenthaltes in Siegburg 1907 besuchte Treffert regelmäßige Vorlesungen an der Universität Bonn. Im Frühjahr 1908 erhielt der junge Buchdrucker einen „Ruf“ an die Zentrale des Volksvereins für das katholische Deutschland als Arbeitersekretär für den Bezirk Mönchengladbach und als Redakteur an die „Westdeutsche Arbeiterzeitung“, dem Organ der katholischen Arbeitervereine.
Im Dezember 1910 beschloss der Hauptvorstand des Gutenberg-Bundes, Treffert zum hauptamtlichen Redakteur am Verbandsorgan „Der Typograph“ zu ernennen. Der Südhesse siedelte im Februar 1911 in die damalige selbständige Stadt Neukölln um und trat am 1. März 1911 sein neues Amt an. Bei Dienstantritt postulierte Treffert vier Ziele: Erringung der Gleichberechtigung des Gutenberg-Bundes gegenüber dem Verband der Deutschen Buchdrucker, Ausbau der Tarifgemeinschaft, Interessenvertretung der Gehilfenschaft, technische Weiterbildung der Mitglieder.
Der neue Redakteur verschärfte als gläubiger Katholik den Ton gegenüber dem freigewerkschaftlichen Verband, den er als atheistisch und sozialistisch „demaskierte“. Gleichzeitig griff er die Prinzipale (so der gängige Ausdruck für die Arbeitgeber im graphischen Gewerbe) im „Typograph“ scharf an, die aus seiner Sicht den freigewerkschaftlichen Verband ungerechterweise bevorzugten. Nach voller Anerkennung des Gutenberg-Bundes als Tarifpartner während des Krieges nahm Treffert zum Kriegsende hin als „vollwertiges“ Verhandlungsmitglied an den Tarifverhandlungen teil.
Im Dezember 1911 begründete der sehr aktive Redakteur die „Vereinigung der Graphischen Zirkel im Gutenberg-Bund“, die der technischen Fortbildung der Kollegen dienen sollte. Ab Januar 1914 redigierte er zusätzlich die fachtechnische Beilage „Graphische Nachrichten“ als begleitendes Weiterbildungsorgan.
Eine besondere politische Rolle spielte Treffert beim sogenannten „Gewerkschaftsstreit“, wo es um die Legitimität der christlichen Gewerkschaften ging und um die Frage, ob sich Katholiken auch nichtkatholischen Organisationen anschließen dürfen. Der katholische Redakteur, der in einer überwiegend protestantische Gewerkschaft wirkte, argumentierte auf dem außerordentlichen Kongress der christlichen Gewerkschaften im November 1912 in Essen und auf dem 3. Deutschen Arbeiterkongress vehement für zentral organisierte interkonfessionelle Verbände ohne Bevormundung durch die Geistlichkeit.
Nach Ausbruch des Weltkrieges wurde Treffert sofort im August 1914 einberufen, allerdings schon im Dezember 1915 entlassen. Er übernahm danach nicht nur die Redaktion des Gewerkschaftsblattes, sondern auch weitgehend die Funktion des einberufenen Gewerkschaftsvorsitzenden Paul Thränert. Im August 1916 wechselte Treffert als Privatsekretär des christlichen Gewerkschaftsvorsitzenden Adam Stegerwald in das Kriegsernährungsamt (ab November 1919: Reichsernährungsamt).

## Während der Weimarer Republik
Adam Stegerwald versuchte 1919 vergeblich seinen Kollegen zu bewegen, mit ihm ins preußische Wohlfahrtsministerium zu wechseln. Treffert verblieb in seiner alten Dienststelle als Referent einer Nachrichtenabteilung, die im September 1919 in das Reichswirtschaftsministerium integriert wurde. In dieser Eigenschaft gehörte er einer Untersuchungskommission zur Ermittlung der Hintergründe des Kapp-Putsches im März 1920 an.
Seit seinem Ausscheiden als Redakteur 1916 arbeitete Treffert nebenamtlich an seinem alten Gewerkschaftsblatt mit. Die Generalversammlung des Gutenberg-Bundes wählte ihn 1919, 1923 und 1926 in den Vorstand der christlichen Gewerkschaft. 1926 musste er alten Essener Freunden, die ihn zum Hauptkassierer wählen wollten, eine Absage erteilen. Auf der 14. Generalversammlung 1930 trat er wegen Überlastung von allen Funktionen zurück.
Wie sein Vorsitzender Paul Thränert auch, vermied Treffert in der Zwischenkriegszeit gegenüber der freigewerkschaftlichen Konkurrenz jedwede polemischen Töne, lehnte allerdings eine engere Zusammenarbeit aus religiösen Gründen ab.
Als Mitglied der Zentrumspartei kandidierte der Buchdrucker 1919 erfolgreich als Stadtverordneter für die damals noch selbständige Stadt Neukölln. 1921 wählte ihn die Bezirksvertretung zum besoldeten Stadtrat. Als kommunaler Beamter schied er gleichzeitig aus dem Reichswirtschaftsministerium aus. Als Neuköllner Stadtrat und als gewählter Zentrumsabgeordneter auf dem Großberliner Stadtwahlvorschlag seiner Partei 1920 bis 1921 und 1925 bis 1933 machte Treffert die Wohnungspolitik und die Wohnungsbaupolitik auf unterschiedlichen gesellschaftlichen und organisatorischen Ebenen zu seiner uneingeschränkten Domäne.
Reichsweit einen Namen machte sich der Zentrumspolitiker als Aufsichtsratsvorsitzender der 1919 gegründeten „Spar- und Siedlungsgenossenschaft St. Joseph“, die die erste katholische Siedlung Berlins plante und realisierte. Die Gründung geschah unter dem Eindruck des Amtsantritts des preußischen Minister für Wissenschaft, Kunst und Volksbildung Adolph Hoffmann, dessen antichristlichen Äußerungen im katholischen Milieu Furcht vor einem neuen Kulturkampf weckten.
Mit den Stimmen der beiden Arbeiterparteien verlor Treffert 1924 sein Amt besoldeter Stadtrat. Nach der von Reich und Preußen erlassenen „Abbauordnung“ verloren etwa 2000 Mitarbeiter der Stadtverwaltung (auch besoldete Bezirksstadträte) ihre Stellung. Der Entlassene arbeitete zunächst 2 Jahre als Geschäftsführer für den der christlichen Gewerkschaftsbewegung nahestehenden Reichsverband deutscher Bauproduktivgenossenschaften, ehe er als Leiter des Dezernats für das Wohnungs- und Siedlungswesen beim Deutschen Gewerkschaftsbund in den Dachverband der christlichen Arbeiter-, Angestellten- und Besamtengewerkschaften überwechselte.
Treffert, der als Autodidakt über ein beeindruckendes Expertenwissen verfügte, avancierte in Zukunft zum Sprecher der christlichen Gewerkschaften und Ideengeber für die Deutsche Zentrumspartei auf allen wohnungs- und baupolitischen Fragen. Als Medium diente ihm die „Deutsche Arbeit. Monatsschrift für die Bestrebungen der christlich-nationalen Arbeiterschaft“. Als Teilnehmer auf nationalen und internationalen Tagungen konnte er viel Erfahrungen sammeln. Im breitgefächerten politischen Spektrum der Zentrumspartei votierte der Gewerkschafter als Vertreter der Arbeiterbewegung nachdrücklich für die Beibehaltung der Wohnungszwangswirtschaft, um billigen Wohnraum für die Arbeiterschaft zu erhalten.
Sein zentrales Interesse galt dem Wohnungsbau. Hier grenzte er sich in polemischer Manier von der Sozialdemokratie und den freien Gewerkschaften ab. Im genossenschaftlich geförderten Wohnungsbau sah er aus christlicher und ethischer Sicht die Emanzipationschance für kinderreiche Familien. Im christlichen Gewerkschaftsmilieu galt er als der ausgewiesene Experte für Fragen der Wohnungsbaufinanzierung über Bausparkassen und ihren gesetzlichen Grundlagen.
1930 schloss der Gesamtverband der christlichen Gewerkschaften und die den christlichen Gewerkschaften nahestehenden genossenschaftlichen Organisationen mit der 1919 gegründeten Gesellschaft der Freunde Wüstenrots ein Abkommen, um eine weitere Zersplitterung auf dem Gebiet der Bausparkassen zu verhindern. Die christlichen Gewerkschaften erhielten Sitz und Stimme im Aufsichtsrat. Treffert schied aus den Diensten des christlichen Deutschen Gewerkschaftsbundes aus und übernahm zum 1. April 1930 die Landesgeschäftsstelle der Gesellschaft der Freunde Wüstenrots.
Neben seiner leitenden Tätigkeit in der Bausparkasse 1930 von der Bezirksversammlung Reinickendorf zum unbesoldeten Stadtrat gewählt. Treffert, den christlichen Gewerkschaften von Herkommen, sozialem Bewusstsein und geistiger Neigung tief verbunden, war Netzwerker, der im katholischen Milieu viel bewegte: Aufsichtsrat der Deutschen Bodenkultur AG, Mitglied des Aufsichtsrates der Neuköllner Großhandelsgesellschaft, Kuratoriumsmitglied einer Anzahl Krankenhäuser, Alters- und Jugendheime sowie einer Reihe wirtschaftlicher, religiöser, sozialer, politischer kultureller und karitativer Organisationen.

## Die Zeit des Nationalsozialismus
1933 wurde Treffert wegen politischer Unzuverlässigkeit entlassen und von der SA tätlich angegriffen. 1936 siedelte der Südhesse in seine alte Heimat über und kaufte sich in Jugenheim ein Haus. Während des Krieges wurde er in einer Kleiderfabrik für Soldaten in Bickenbach (Bergstraße) dienstverpflichtet. Dem Naziregime stand er in strikter Opposition gegenüber.

## Nachkriegszeit
Nach dem Krieg war er CDU-Mitbegründer der Provinz Starkenburg. In seiner Heimatstadt Bensheim erlangte die CDU bei den ersten Kommunalwahlen nach dem Krieg die absolute Mehrheit. Wahl Trefferts zum Bürgermeister von Bensheim mit Stimmen der CDU und SPD am 21. März 1946. Wiederwahl zum Bürgermeister mit Stimmen der CDU und FDP für weitere sechs Jahre im Juni 1948. Die materielle Not und die Wohnungsnot der Stadt (3400 Evakuierte und 2400 Heimatvertriebene) suchte Treffert u. a. durch die Gründung gemeinnütziger Wohnungsbaugenossenschaften zu begegnen.
Treffert war Mitbegründer und langjähriger Vizepräsident des Hessischen Gemeindetages sowie Mitbegründer des Deutschen Gemeindetages und des Rates der Gemeinden Europas. Seine Stadt repräsentierte er darüber hinaus in vielen weiteren kommunalen und wirtschaftlichen Einrichtungen. Nach Ablauf seiner 2. Wahlperiode im Juni 1954 schied Treffert hochgeehrt als Inhaber des Bundesverdienstkreuzes 1. Klasse und als Träger des Päpstlichen Ordens Pro Ecclesia et Pontifice aus seinem Amt aus. Nach dem Ausscheiden im Amt wurde Treffert zum Ehrenbürger Bensheims ernannt. Gewerkschaftliche Ämter übernahm er nach dem Krieg keine mehr, suchte allerdings viele seiner alten gewerkschaftspolitischen Ziele auf kommunaler Ebene umzusetzen. So hatte er das Amt des Vorsitzenden der Bensheimer Volkshochschule bis zu seinem Tode inne. Joseph Treffert starb am 8. Februar 1963 in München. In Bensheim erinnert heute eine Straße an den ersten freigewählten Bürgermeister der Nachkriegszeit.

## Werke
- Erinnerungen an Essen In: Gutenbergbund, Ortsverein Essen. Festschrift aus Anlass des 25jährigen Bestehens des Ortsvereins, verbunden mit Johannisfest, am Sonntag, dem 11. Juli 1926, im Kuppelsaal des städt. Saalbaues. Essen 1926, S. 29–36.
- Erste katholische Siedlung Berlins. Ihre Entstehung und Entwicklung. Berlin 1932.
- 40 Jahre Bundeszeitschrift Der Typograph In: Der Typograph. 42. Jg., Nr. 45, 4. November 1932.
- Kommunalpolitik der Stadt Bensheim. Ein Bericht von Bürgermeister Treffert über die Leistungen der Stadtverwaltung Bensheim während seiner Amtszeit 1946–1954. Bensheim 1954.